# Uniformen der Kaiserlichen Marine

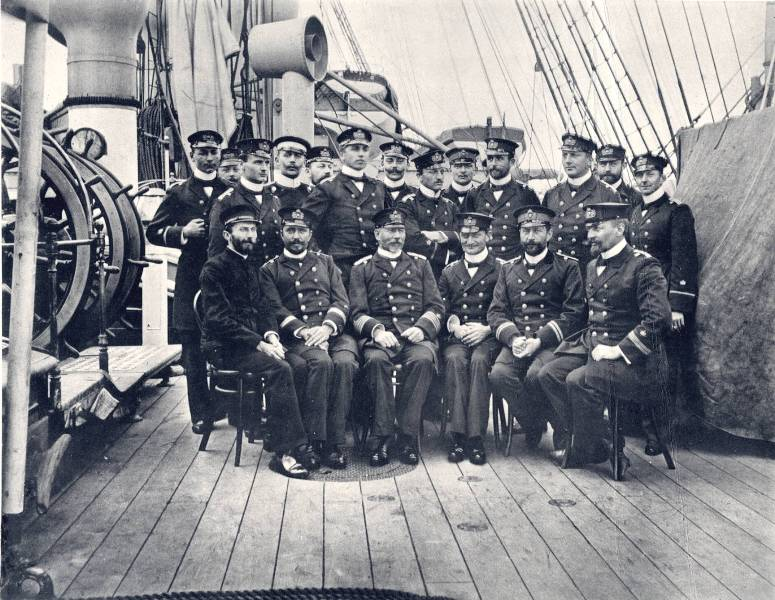
Offiziere der Charlotte

Die Uniformen der Kaiserlichen Marine folgten im Wesentlichen dem Muster der Royal Navy. Grundfarben waren blau und weiß. Nach diversen Veränderungen blieben die Uniformen zwischen 1889 und 1918 nahezu unverändert. Die im Folgenden aufgeführten Bekleidungsvorschriften entsprechen dem Stand von 1913.

## Übersicht
Neben den besonderen Anzugsarten der einzelnen Dienstgradgruppen waren die Dienstränge anhand besonderer Marine-Dienstgradabzeichen zu erkennen. Diese wurden bis einschließlich Feldwebel bzw. Wachtmeister auf dem linken Oberarm mit aufgelegtem Laufbahnabzeichen (nicht Obermatrose) getragen. Deckoffiziere hatten spezielle Schulterklappen, Offiziere Schulterstücke und Ärmelstreifen.
Die Schirmmütze der Seeoffiziere, Deckoffiziere und Portepee-Unteroffiziere hatte bis 1888 einen goldgelben, dann einen schwarzen Besatzstreifen aus Moiréband.
Die Dienstgradabzeichen (ebenso die Bortenwinkel der Spielleute und Hoboisten) bis einschließlich Dienstgrad Obermaat gab es in zwei Versionen: in blauer Farbe zur weißen Uniform, zur blauen Uniform in gelber/goldener Farbe (Landtruppenteile / Werftdivisionen: silber; nur Obermatrose auch hier gelb). Die Funktionsabzeichen (Geschützführer, Exerziermeister etc.) waren bei beiden Uniformvarianten von roter Farbe.
Die Tressen, Knöpfe und Schriftzüge aller Dienstgrade einschließlich der Admirale waren laufbahnabhängig entweder in Gold (seemännisches Personal) oder Silber (Landtruppenteile / Werftdivisionen und Beamte).
Der Marinesäbel, der bei den Dienstgraden vom Vize-Feldwebel aufwärts zur Uniform gehörte, wurde an Bord nur zu besonderen Anlässen (Flottenparade, Admiralsbesuch) getragen und blieb ansonsten dem Landgang vorbehalten. Die Seeoffiziere und Seeoffizieranwärter (und nur diese) legten an Bord, und zunehmend auch an Land, den Marinedolch an.

## Mannschaften und Unteroffiziere ohne Portepee

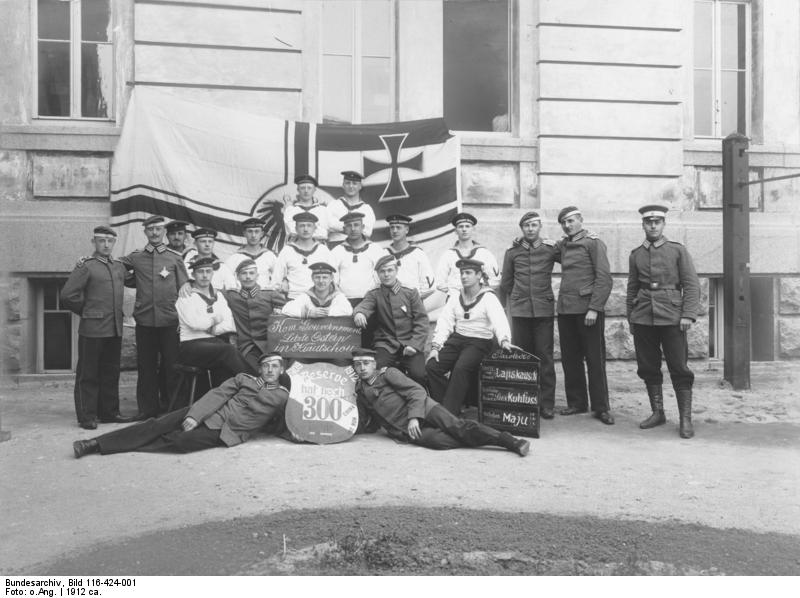
Marinesoldaten in Tsingtau (1912)

Für die Matrosen und Maate waren vorgeschrieben ein weites Hemd mit hellblauem „Seemannskragen“ (Exerzierkragen) mit drei weißen Streifen, gehalten von einem schwarzen Halsknoten. Im Winterhalbjahr waren Hemd und Hose dunkelblau, im Sommer weiß; doch wurden die blauen und weißen Bekleidungsstücke auch kombiniert getragen. Als Kopfbedeckung eine blaue oder weiße schirmlose Matrosenmütze mit schwarzem, hinten in zwei losen Enden auslaufenden Mützenband; darauf in Metalllettern entweder der Namenszug des Schiffs mit vorangestellten Kürzel „S.M.S“ (für „Seiner Majestät Schiff“) oder dem Schriftzug „Kaiserliche Marine“. Zur Parade und als Ausgehanzug wurde eine blaue Kurzjacke zum Marinehemd getragen, dessen Kragen über der Jacke ausgeschlagen wurde. Auf jeder Seite der Jacke saß eine Reihe von neun Metallknöpfen. Die Brandenburger Aufschläge waren sechsknöpfig. Die Aufschläge der Maate waren mit Metalltresse eingefasst.

## Unteroffiziere mit Portepee
Die Feldwebel bzw. Vize-Feldwebel und Wachtmeister (Vize-Wachtmeister) waren standardmäßig mit der blauen Kurzjacke bekleidet; bei tadelloser Führung durfte nach 25 Dienstjahren (1913: 15 Jahre; seit 1914 alle Portepee-Unteroffiziere) der zweireihige Rock der Deckoffiziere angelegt werden (jedoch weiterhin mit bisherigen Dienstgradabzeichen). Dazu, statt des Matrosenhemdes, ein weißes Hemd mit Eckkragen („Vatermörder“) und Querbinder. Ferner die Schirmmütze der Deckoffiziere, lange blaue Hosen und Halbschuhe sowie den Marinesäbel mit Portepee.

## Deckoffiziere
Die Deckoffiziere legten den Dienstanzug der Offiziere an, statt der Ärmeltressen allerdings drei waagerecht angeordnete Ankerknöpfe auf den Ärmelaufschlägen. Schirmmütze der Offiziere, jedoch in flacherer Ausführung und ohne Eichenlaubkranz, dafür Kaiserkrone mit fliegenden Bändern über der schwarz-weiß-roten Nationalkokarde. Im Dienst ein schwarzes Lederkoppel und Offizierssäbel. Die Gala-Uniform blieb den Offizieren vorbehalten, ebenso die Epauletten und die silberne Schärpe, an deren Stelle die Deckoffiziere zu besonderen Gelegenheiten das Überschnallkoppel aus schwarzem Moiréband mit kreisförmiger, versilberter Metallschließe mit Ankermotiv anlegten.

## Offiziere
Zum Dienstanzug trugen die Offiziere und Admirale einen zweireihigen, bis zum Knie reichenden Rock aus dunkelblauem Tuch, darunter ein weißes Hemd mit hoch stehendem Eckkragen und schwarzem Querbinder. Dazu dunkle Hosen und Halbschuhe. Als Kopfbedeckung eine Schirmmütze mit blauem oder weißen Überzug und Stoffschirm, das Mützenband aus schwarzem Moiréband (bis 1888 aus Goldband). Die Nationalkorkade wurde seit 1888 von goldenem Eichenlaubgespinst umkränzt, darüber die bänderlose Kaiserkrone. Die Seitenwaffe (Säbel, seit 1901 alternativ der Marinedolch) wurde zum alltäglichen Dienst an einem Überschnallkoppel aus Moiréband getragen (siehe Deckoffiziere).
Zu besonderen Anlässen wurde von Seeoffizieren, Marineärzten und Marine-Ingenieuren (nicht aber z. B. von den Torpeder-, Feuerwerks- und Zeugoffizieren) die Gala-Uniform angelegt: bis zum Knie reichender Zweireiher mit in Goldmetall (Beamte: Silbermetall) eingefassten Brustklappen und dreiknöpfige geschweifte Ärmelpatten in der Farbe des Futters (z. B. weiß bei Seeoffizieren, schwarz bei Ingenieuren, blau bei Sanitätsärzten). Über den Ärmelpatten die Kaiserkrone (nur seemännischer Dienst).
Der Gala-Uniform vorbehalten blieben die goldfarbenen (Beamte: silberfarbenen) Epauletten. Die silberne, rot-schwarz durchwirkte Schärpe (Feldbinde) wurde mit kreisförmiger Schließe aus Goldmetall getragen, nicht-seemännische Laufbahnen legten stattdessen ein Überschnallkoppel aus schwarzem Moiréband an.
Als Gala-Kopfbedeckung diente ein niedriger, längs aufgesetzter zweispitziger Hut (Zweimaster) aus schwarzem Haarfilz. Der Rand war bei Offizieren bis zum Kapitän zur See mit schwarzem Moiréband besetzt, bei Admiralen mit breiter Goldtresse (bei Beamten im Admiralsrang Silbertresse). Die auf der rechten Hutseite sitzende Nationalkokarde wurde von einer ca. 15 cm langen und 4,5 cm breiten Agraffe fixiert. Die Agraffe aus dicken Goldbouillons (Beamte: Silber) wurde unten etwa mittig von einem goldfarbigen Ankerkopf gehalten.
Dazu gehörten dunkelblaue Beinkleider mit Goldtresse an der äußeren Hosennaht sowie schwarze Halbschuhe, dazu war der Marinesäbel mit Portepee obligatorisch. Zu den übrigen Anzugsarten war seit 1901 auch der Offiziersdolch mit Elfenbeingriff erlaubt.
Die Dienstgrade waren anhand der Zahl der Ärmelstreifen aus Goldlitze (Beamte: Silber) und an den Schulterstücken ablesbar. Von 1890 bis 1900 zierte Eichenlaubstickerei die Ärmelaufschläge und Kragen der Admirale.